# IC 3736
IC 3736 је спирална галаксија у сазвјежђу Береникина коса која се налази на листи објеката дубоког неба у Индекс каталогу.
Деклинација објекта је + 21° 32' 9" а ректасцензија 12h 45m 18,8s. Привидна величина (магнитуда) објекта IC 3736 износи 15,8 а фотографска магнитуда 16,0. IC 3736 је још познат и под ознакама MCG 4-30-20, CGCG 129-23, KUG 1242+218, PGC 42986.